# 테이블산자리 파이 b
테이블산자리 파이 b 또는 HD 39091 b는 테이블산자리 방향으로 지구로부터 약 59 광년 떨어진 곳에 있는 외계 행성이다. 2001년 10월 황색 준거성 테이블산자리 파이 주변에서 존스 연구진이 발견했다. 질량이 크고 이심률도 높기 때문에 b를 ‘타원 궤도를 그리면서 도는 뜨거운 목성’으로 표현할 수 있다.

## 발견
2001년 10월 15일 천문학자 폴 버틀러, 존스, 틴니, 제프리 마시, 페니, 매커시, 카터, Pourbaix로 구성된 연구 팀이 당시까지 발견되었던 외계 행성들 중 가장 질량이 큰 후보로 꼽힐 만한 천체를 찾아냈다. 앵글로-오스트레일리안 행성 탐사팀이 앵글로-오스트레일리안 망원경에 장착된 도플러 분광기를 이용, 발견했다.

## 물리적 특징
테이블산자리 파이 b는 어머니 항성 테이블산자리 파이를 크게 찌그러진 궤도를 그리면서 5.89년에 한 바퀴 돈다. 공전궤도 긴반지름은 3.38 천문단위이며 짧은반지름은 2.59 천문단위이다. 근일점(1.21 천문단위)을 통과할 때 항성의 생명체 거주가능 영역을 지나가나, 멀어질 때는 태양~목성 거리(5.54 천문단위)까지 물러난다. 지구 정도 행성이 또 존재하더라도, b의 중력 때문에 안정된 궤도를 형성하지는 못할 것이다.
테이블산자리 파이 b의 최소 질량은 목성의 10배에 이르는데, 이는 지구 질량의 3천 배가 넘는 값이다. 표면 중력 역시 목성의 10배는 될 것이며, 내부열도 목성보다 뜨거워서 달아올라 있을 것이다. 행성의 궤도경사각은 밝혀지지 않았는데, 각도 여부에 따라 갈색 왜성일 가능성도 있다.

## 같이 보기
- Gliese 777 b
- HD 70642 b